# Le Pavillon des fous
Albums de Thomas Fersen
Pièce montée des grands jours
(2003) Trois petits tours
(2008)
Le Pavillon des fous est le sixième album studio de Thomas Fersen, sorti en 2005.
La chanson Je n'ai pas la gale fait référence à la région du Trégor.
Sur Maudie, on peut entendre la voix de Catherine Ringer.

## Liste des pistes
| No  | Titre                          | Durée |
| --- | ------------------------------ | ----- |
| 1.  | Hyacinthe                      | 3:51  |
| 2.  | Zaza                           | 2:52  |
| 3.  | Pégase                         | 3:36  |
| 4.  | Mon iguanodon                  | 3:29  |
| 5.  | Le Tournis                     | 4:34  |
| 6.  | Je n'ai pas la gale            | 3:12  |
| 7.  | Mon macabre                    | 4:23  |
| 8.  | Maudie (avec Catherine Ringer) | 3:20  |
| 9.  | La Chapelle de la joie         | 4:09  |
| 10. | Ma rêveuse                     | 2:48  |
| 11. | Cosmos                         | 4:39  |

## Personnel
- Thomas Fersen - chant, harmonica, guitare, orgue, basse, guimbarde, piano
- Pierre Sangra - guitare, basse, mandoline, violon
- Christophe Cravero - piano, orgue Hammond, Clavinet, Rhodes
- Evert Verhees - basse
- Kirt Rust - batterie
- Blandine Bouvier - chœurs
- Charlotte Plasse - chœurs
- Orchestre Alhambra - cordes
- Virginie Michaud - premier violon
- Les Cris de Paris - chorale
- Geoffroy Jourdain - chef de chorale

- Enregistré par Thomas Fersen à Kermaria et Avenue des Loups
- Enregistré par Dominique Ledudal aux studios Ferber, Gang et Garage
  - Assistants - Laurent Binder (Ferber), Florian Lagatta (Gang), Cylien Gibert, Emmanuelle Sage (Garage)
- Mixé par Dominique Ledudal au Studio Garage
- "Le Tournis" mixé par Thomas Fersen à Avenue des Loups
- Monté par Jean-Sébastien Dupuis
- Masterisé par Jean-Pierre Chalbos à La Source Mastering, Paris

## Classements
| Pays                | Meilleure position |
| ------------------- | ------------------ |
| France              | 9                  |
| Belgique (Wallonie) | 19                 |
| Suisse              | 47                 |